# Gustav Siegel (Designer)
Gustav Siegel (* 21. Jänner 1880 in Wien; † 24. Jänner 1970 ebenda) war ein österreichischer Innenarchitekt und Möbeldesigner.

## Leben
Gustav Siegel erlernte das Tischlereihandwerk und schloss die fachliche Fortbildungsschule der Tischler in Wien ab. In den Jahren von 1897 bis 1901 studierte Siegel an der Kunstgewerbeschule in Wien, wo er ab 1899 ein Schüler des Architekten Josef Hoffmann war.
Auf Empfehlung von Hoffmann wurde Siegel von der Möbelfabrik Jacob & Josef Kohn als Chefdesigner angestellt und gestaltete für diese eine Möbelgruppe für Speisezimmer und Schlafzimmer, welche auf der Paris Weltausstellung 1900 präsentiert wurde.
Siegel orientierte sich bei diesem Entwurf an einem Fauteuil mit niedriger Lehne aus dem Ende des 18. Jahrhunderts. Mit dieser Idee läutete er eine neue Ära im Design von Bugholzmöbeln ein. Der Entwurf sollte zu dem „Pilotmodell“ der Klassischen Reihe werden. So wurde das Design mehrmals variiert und nachgeahmt, nicht nur von Jacob & Josef Kohn, sondern auch von deren Konkurrenzfirma, den Gebrüdern Thonet. Otto Wagner griff diesen Entwurf auf und verwendete ihn für die Inneneinrichtung des Depeschenbüros der Zeitschrift „Die Zeit“ und in Folge für die Fauteuils der Wiener Postsparkasse.
Der Entwurf Siegels, ein Bugholzmöbel mit quadratischen Querschnitten, war für die damalige Zeit etwas Neues, da es davor lediglich Bugholz mit rundem Querschnitt oder Kantholz mit Schichtverleimung gab. Dieses Prinzip wurde rasch von allen Designern übernommen und Bugholzmöbel wurden ausschließlich mit eckigen Querschnitten gestaltet.
Durch Siegels Leistung wurden die Bemühungen der Firma Kohn, welche seit 1849 bestand, endlich mit Erfolg belohnt. Im Jahr 1901 konnte Jacob & Josef Kohn auf der alljährlich stattfindenden Weihnachtsausstellung im Österreichischen Museum für Kunst und Industrie die Ausstattung eines gesamten Hauses aus Bugholzmöbeln präsentieren. Sämtliche Modelle stammten aus der firmeneigenen Werkstatt.
Neben Kohn beeinflusste Siegel aber auch Entwürfe der Firma Thonet. Siegel blieb auch nach der Zusammenlegung der Firmen Kohn und „Mundus AG“ im Jahr 1914 sowie von Thonet und Mundus im Jahr 1922 Mitarbeiter von Mundus.
Nach diesen Veränderungen suchte der Thonet-Mundus-Konzern im Jahr 1929 in einem internationalen Wettbewerb nach einem der Zeit entsprechenden Schlüsselmodell aus Bugholz. Die Jury bestand aus Architekten, wie Le Corbusier, Pierre Jeanneret, Gerrit Rietveld, Adolf Gustav Schneck, Bruno Paul und Gustav Siegel, der zu dieser Zeit Leiter des Entwicklungsbüro der Firma Thonet-Mundus war. Das Wiener „Stuhl-Festival“ fand allerdings einen glanzlosen Ausgang.
Gustav Siegel starb, in Vergessenheit geraten, 1970 in Wien (Geburts- und Sterbedaten laut Standesamt Wien-Hietzing).